# Ел Агила (Сан Бартоло Сојалтепек)
Ел Агила (шп. El Águila) насеље је у Мексику у савезној држави Оахака у општини Сан Бартоло Сојалтепек. Насеље се налази на надморској висини од 2259 м.

## Становништво
Према подацима из 2010. године у насељу су живела 3 становника.

### Хронологија
| Година       | 2000       | 2005 | 2010 |
| ------------ | ---------- | ---- | ---- |
| Становништво | 11 (5 / 6) | 3    | 3    |

### Попис
| # | Индикатор                     | Вредност |
| - | ----------------------------- | -------- |
| 1 | Укупно домаћинстава           | 5        |
| 2 | Укупно насељених домаћинстава | 2        |
| 3 | Величина локације             | 1        |